# 宮上元克
宮上 元克（みやがみ もとかつ、1969年2月1日 - ）は、日本のドラマー。THE MAD CAPSULE MARKETS 、ACE OF SPADESのメンバー。身長・182cm、血液型・B型、東京都中野区出身。既婚。

## 来歴
1990年、THE MAD CAPSULE MARKET'Sの前身のバンドであるBERRIEに加入。MOTOKATSU加入後、グループ名をTHE MAD CAPSULE MARKET'Sとする。1997年以降はMOTOKATSU MIYAGAMI、または本名の「宮上元克」表記になることがある。
2006年のTHE MAD CAPSULE MARKET'S休止以降はrally（他メンバーはHISASHI、TERU、ウエノコウジ）THE ANONYMOUS（他メンバーはウエノコウジ、加藤隆志）を結成し不定期で活動している。2008年、布袋寅泰のツアーにバックバンドメンバーとして参加。布袋とMOTOKATSUは、誕生日と血液型が同じ。
2010年、ウエノコウジ、加藤がDJのFantastic Plastic Machineを新メンバーに迎え、NONONOを結成。2012年、7月「EXILE TRIBE LIVE TOUR 2012 〜TOWER OF WISH〜」最終公演・札幌ドームにて、ボーカルにTAKAHIRO、ギターにHISASHI、ベースにTOKIEを加えたロックバンド「ACE OF SPADES」を結成し不定期で活動中。SUGIZO、AKiなど様々なアーティストのサポートメンバーとしての活動しながら、44MAGNUMサポート等の活躍で知られるベーシストのTOKI等と共にfaceless clownというバンドで活動中。

## 人物

### 音楽面
最も尊敬するドラマーは高橋幸宏で、ジョン・ボーナム、スティーヴ・ガッドもフェイバリットに挙げている。THE MAD CAPSULE MARKETSでは、ドラムに加え、プログラミングも務めている。ドラムは長年ヴィンテージのラディック・ムッサーを使用していたが、311のチャド・セクストンに紹介されたOrange County Drum & Percussionを気に入って以来、同社製の特注品を愛用。現在はハードウェアと共にドラムもドラム・ワークショップ社製オールブラックフィニッシュの特注品を使用。シンバルはドラムを始めた当初から、一貫してパイステ社の物を使用。ペダル、ハードウェアはドラム・ワークショップ社、スティックはプロマーク社と契約している。

### その他
5人兄弟の次男。THE MAD CAPSULE MARKETSのメンバーで、最も早く結婚しており、娘がいる。楽曲「GOOD GIRL～Dedicated to bride 20 years after」は、娘が生まれた時にメンバーの上田剛士からプレゼントされた。ロングボーダーのサーファーで、好きなサーファーはジョエル・チューダーである。地元の後輩や仲間達で結成された、克軍団という支援組織がある。趣味は格闘技観戦と筋トレで、現在もモデル並の体型を維持しており、早くから海外の一流ドラマー達との違いに着目、日本国内では肉体派ドラマーのパイオニア的存在として日本人離れした音色と音量、グルーヴを特徴としている。自宅にワインセラーがあり、かなりのワイン好きである。キタニタツヤとは血縁関係にある。